# ホーカー フューリー
フューリー
フューリー Mk.I (2016年撮影)
- 用途：戦闘機
- 分類：陸上戦闘機
- 設計者：シドニー・カム
- 製造者：ホーカー・エアクラフト社
- 運用者

  -  イギリス空軍
  -  南アフリカ空軍
  -  スペイン空軍
  -  ユーゴスラビア空軍
  -  イラン空軍
- 初飛行：1931年3月25日
- 生産数：275機
- 運用開始：1931年5月（イギリス空軍）
- 退役

  - 1939年1月（イギリス空軍）
  - 1949年（イラン空軍）
- 運用状況：退役

フューリー（Hawker Fury ）は、イギリスのホーカー社が開発し戦間期から第二次世界大戦期にイギリス空軍などで運用された戦闘機。

## 概要

### 開発
1927年に迎撃単座戦闘機を求める仕様F.20/27が公布されると、ホーカー社は空冷星型のブリストル マーキュリーVIエンジン装備の機体（命名はされなかった）を開発したが採用されなかった。結果に満足しなかったチーフデザイナーのシドニー・カムはエンジンをロールス・ロイスの新型水冷V型12気筒エンジンF.XI（後のケストレル）に置き換えた機体ホーネット(Hornet)を開発した。ホーネットはF.20/27の要求を上回る飛行性能を発揮した。1929年、ホーネットはホーカー ハート、ホーカー トムッティと共に、ロンドン・オリンピア飛行博覧会で展示され話題となった。ホーネットは航空省に購入されシリアルJ9682を与えられるとともにフューリーと改称された。航空省は開発用に525馬力のケストレルIISエンジンを装備した機体3機を追加発注した。フューリーは速度333km/h、10,000フィートまでの上昇時間4分25秒という高性能を発揮した。フューリーは昼間迎撃戦闘機の量産発注コンペティションに参加し優勝した。1930年、仕様F.13/30が公布され、フューリーはフューリー Mk.I（フューリー I）として採用され最初の生産型18機が発注された。フューリー Mk.Iは輸出型を含めて129機が製造された。
ホーカー社はフューリー MK.Iの自社開発を続行した。最初の開発型はインターミーディエト・フューリー（中間型フューリー）で、G-ABSEの民間登録記号を与えられ、1932年4月13日に初飛行した。インターミーディエト・フューリーはゴスホークエンジンとその蒸気冷却器、スパッツ付き車輪などの開発に使用された。次の開発型がハイスピード・フューリー（高速フューリー）で、抵抗減少のためのテーパー翼やV形翼間支柱を装備して試験された。その後、通常型の主翼と翼間支柱に戻され、仕様F.7/30のためにゴスホークエンジンとその蒸気冷却器の開発のために使用された。蒸気冷却器は上翼前縁に装備された。最終的にハイスピード・フューリーはゴスホークB43エンジンと半引き込み型冷却器を装備し、機銃2丁を搭載した状態で446km/hという最高速度を記録した。しかし蒸気冷却によるゴスホークエンジンの開発は結局失敗に終わった。
1934年、ケストレルIVエンジンとスパッツ付き車輪を装備したフューリー Mk.I（K1935）はマートルシャムヒースで評価試験を受けたときに最大速度367km/hを記録した。ホーカー社は既に後のホーカー ハリケーンとなる単葉戦闘機の開発を始めていたが、その配備までの穴埋めとしてフューリー Mk.Iの発展型が計画された。仕様F.6/35に基づく発展型のフューリー Mk.II（フューリー II）は、640 馬力のケストレルVIエンジンとコクピット前方の追加燃料タンク、スパッツ付き車輪を装備していた。フューリー Mk.IIの最大速度は359km/hだった。この機体は、1935年から1938年の間に98機が製造された。

### イギリスでの運用

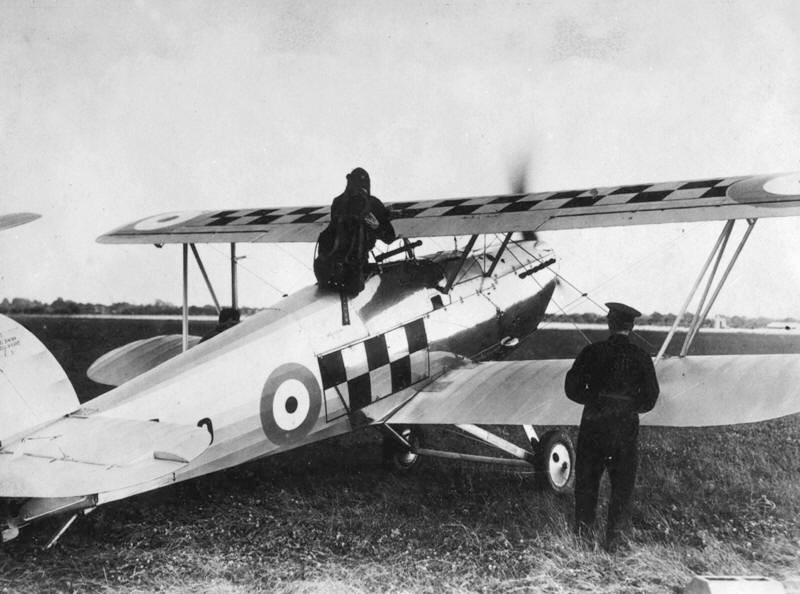
フューリー Mk.I (第43飛行中隊所属)

フューリー Mk.Iの最初の生産型のうち16機がタングミーアの第43飛行中隊に配備された。第43飛行中隊による航空ショーでの飛行展示は人気を博し、パイロットもその操縦性に魅了された。1931年の防空演習ではもっと多数が配備されていたブリストル ブルドッグをはるかに上回る数の爆撃機迎撃を記録した。フューリー MK.Iは続いてホーキンジの第25飛行中隊、タングミーアの第1飛行中隊に配備された。フューリー Mk.Iは優れた戦闘機であったが、ケストレルエンジンの供給不足（ホーカー ハートとその系列機に確保されたため）、高価といった理由により、当時の景気後退の影響を受けこの3中隊に配備されるに留まり、多くの飛行中隊は性能は低いがより安価なブリストル ブルドッグが配備されたままだった。フューリー Mk.IIは、1938年のミュンヘン会談の影響により、ホーキンジの第25、キャタリックの第41、タングミーアの第43と第87、ミルドンホールの第73の各飛行中隊に配備された。第二次世界大戦勃発時にはまだいくつもの飛行隊で運用されており、その後も第2線機として運用が続けられた。また、アフリカなどでは開戦後も第1線で戦闘機として用いられた。

### 他国での運用
1932年から1937年の間に、ユーゴスラヴィア王国空軍は6 機のフューリー Mk.Iを受領した。その後、ホーカー ハインドと同じケストレル XVI水冷エンジンを搭載する改良型が10機製造された。この改良型は輸出型のフューリー系列で最も速い最高速度389km/hを記録した。その後、1937年にはさらに40機がユーゴスラヴィア国内でライセンス生産された。加えて、国内のイカルス社では、ポーランド・PZL社のズィグムント・プワフスキ技師設計の一連の戦闘機の影響を強く受けたガル翼の戦闘機IK-2が量産・配備された。その後、ユーゴスラヴィアではハリケーンの購入およびライセンス生産が行われ、構造等多くの点でこれを参考にしつつ自国開発されたIK-3と名付けられた戦闘機も製造・運用された。フューリーは、1941年にドイツ軍が進攻した際には、他のより新しい戦闘機とともにユーゴスラヴィア王国空軍の戦闘機として戦闘を行った。
1932年、ノルウェー王国空軍は空冷星型のアームストロング・シドレー パンサーIIIAエンジンを装備した1機のフューリー Mk.Iを受領した。このフューリーはスキー型降着装置を装備した。
1933年、ペルシャ王国空軍は空冷星型のプラット・アンド・ホイットニーS2G1エンジン（ホーネット）とハミルトン3翅ハイドロマチックプロペラを装備した16機のフューリー Mk.Iを受領した。しかし、エンジン故障が多発したため、1935年に空冷星型のブリストル マーキュリーVISPエンジンを装備した6機のフューリー Mk.Iを受領し、ホーネットエンジン装備機の何機かもイギリスに送り返されマーキュリーエンジンに換装された。
1934年、ポルトガル空軍はケストレルIISエンジンを装備した3機のフューリー Mk.Iを受領した。
1936年には、3機のフューリーがスペイン共和国空軍に受領された。745 馬力のイスパノ・スイザ製の12Xbrs水冷エンジンを搭載し、単脚柱となったこの機体は、スペイン内戦において共和国軍戦闘機として戦闘を行ったが、少なくともそのうちの1機は後に国民党軍に捕獲、使用された。
1940年には、南アフリカ空軍のフューリーがイタリア空軍のカプロニ Ca.133を2機撃墜した。

## 派生型
- ホーネット(Hornet)：単座戦闘機原型機で、1機のみが製造された。
- フューリー Mk.I(Fury Mk.I)：単座戦闘機型。525馬力のロールス・ロイス製ケストレル IISエンジンを搭載した。
- インターミーディエト・フューリー(Intermediate Fury)：「中間型フューリー」。単座戦闘機原型機。
- ハイスピード・フューリー(High Speed Fury)：単座機で、フューリーIIの原型機となった。
- フューリー Mk.II(Fury Mk.II)：単座戦闘機型。640 馬力のケストレルVIエンジンを搭載した。

## 諸元
Mk.I
- 全長：8.13 m
- 全幅：9.14 m
- 全高：3.18 m
- 全備重量：1,600 kg

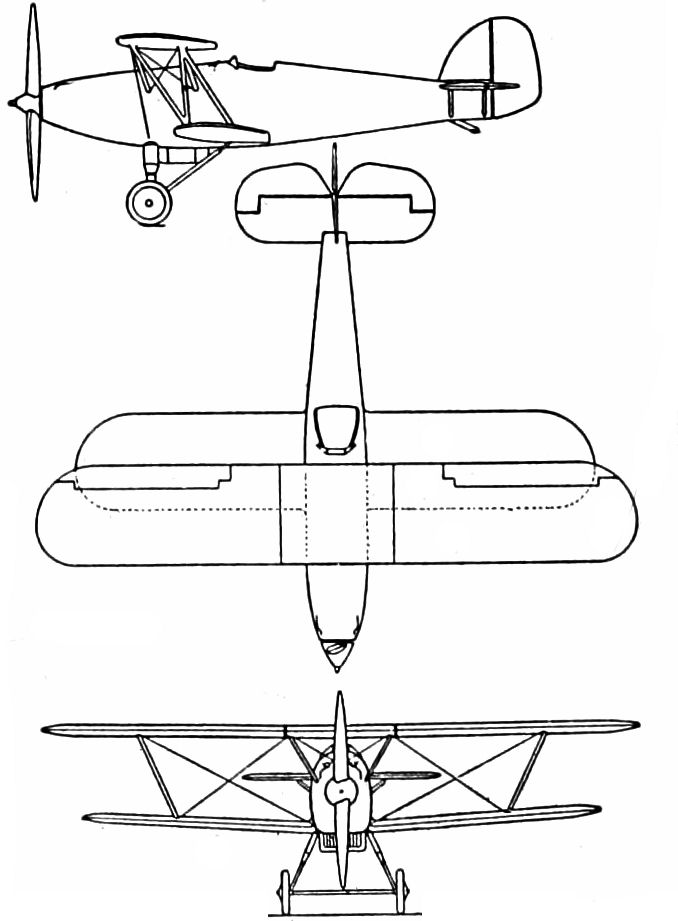
Mk.I 三面図

- エンジン：ロールス・ロイス ケストレル IIS 水冷V形12気筒 525hp × 1
- 最大速度：333 km/h
- 実用上限高度：8,500 m
- 航続距離：500 km
- 武装
  - 7.7 mm ヴィッカースMk.II/Mk.IIID機関銃 × 2
- 乗員 1名

## 現存する機体
| 型名  | 番号            | 機体写真 | 所在地                        | 所有者                         | 公開状況 | 状態     | 備考 |
| ----- | --------------- | -------- | ----------------------------- | ------------------------------ | -------- | -------- | ---- |
| Mk.I  | K1928           |          | イギリス ケンブリッジシャー州 | ケンブリッジ爆撃機戦闘機財団   | 非公開   | 修復中   |      |
| Mk.I  | K5674 41H/67550 |          | イギリス ケンブリッジシャー州 | ダックスフォード帝国戦争博物館 | 公開     | 飛行可能 |      |
| Mk.II | K8304           |          | ケベック州、カナダ            | カナダのヴィンテージウィング   | 公開     | 修復中   |      |